# Козімо Тура
Козімо (Козме) Тура (італ. Cosimo Tura, нар. 1433, Феррара — пом. 1495, Феррара) — італійський художник, один із засновників феррарської школи.

## Життєпис
Народився у м. Феррара близько 1433 року в родині шевця Домініка Тури. Щодо років навчання Козімо немає відомостей. Відомо, що з 1451 року він працює при дворі Борса і Ерколе I з династії д'Есте. Незабаром стає головним майстром феррарської школи. З 1452 до 1456 року часто відвідував Венецію та Падую, де виконував численні замовлення.
У 1458—1459 роках зустрічався з відомим художником П'єро делла Франческа, який справив значний вплив на Козімо Туру. З цього моменту активно працює у Феррарі. У 1474 році стає придворним художником Ерколе I д'Есте. На цій посаді залишався до 1486 року.
Помер у 1495 році в Феррарі у бідноті (представники д'Есте залишилися боржниками художника, якому невчасно сплачували за замовлення).

## Творчість
Як художник склався в колі феррарських і падуанських майстрів, зазнав впливу пізнього Донателло і Андреа дель Кастаньйо.
Для мистецтва Козімо Тури характерні різка експресивність, жорсткість малюнка, холодний колорит, карбованість деталей.
Козімо Тура розписав величезний Зал місяців в герцогському палаццо Скіфанойя. Цей шедевр — календарний цикл, в якому були представлені міф, астрологія і придворні заняття за часами та місяцями року. Цим було закладено основу світського живопису. Наслідування йому незабаром з'явилися в Падуї та інших місцях.
У картинах і фресках художника Козімо Тура (розписи палацу Скіфаноя у Феррарі, близько 1470 року; «Святий Ієронім», кінець 1470-х років, Національна галерея, Лондон; «Святий Антоній Падуанський», 1484 рік, Галерея, музей і збори медалей д'Ест, Модена; «Марія з немовлям», 1484 рік, Галерея Академії, Венеція) ренесансні риси, в тому числі характерні для феррарської школи пластична чіткість форм і перспективна побудова архітектурних фонів, поєднуються з впливом мистецтва пізньої готики, що проявилося в різкій експресивності образів, напруженій міміці осіб, чіткому контурному малюнку, звучних, холодних фарбах.
Живопис художника здається ніби пронизаний напругою, яка змушує форму тріпотіти. Поверхні зім'яті в складки, загострено-пружні і виблискуючі металевим блиском, — витончені й захоплюючі метафори емоції. Вони створювали заворожливу ілюзію скульптури, що викликала захоплення у замовників та послідовників майстра.
Витвір Тури «Вівтар Роверелло», з якого походить луврська «П'єта», був одним з найбільших досягнень в поетиці живопису кінця XV сторіччя.